# Reichsversammlung von Nimwegen
Die Reichsversammlung von Nimwegen fand im Oktober 830 in der Pfalz Nimwegen statt. Hauptthema war die Regelung des Konflikts Kaiser Ludwigs des Frommen mit der von seinen Söhnen Lothar, Ludwig dem Deutschen und Pippin unterstützten Rebellion.
Der Reichstag von Nimwegen ist nur eine Etappe des langen Familienzwistes des karolingischen Hauses, den man mit dem Begriff Fränkische Reichsteilung (ca. 817–843) verbindet.